# Turning to Crime
Albums de Deep Purple
Whoosh!
(2020) =1
(2024)
Turning to Crime est le vingt-deuxième album studio du groupe de rock anglais Deep Purple, publié le 26 novembre 2021. Il est entièrement constitué de reprises. C'est le dernier album avec Steve Morse qui quitte le groupe en juillet 2022.

## Enregistrement
Turning to Crime est créé sur une suggestion de Bob Ezrin, producteur de Deep Purple depuis 2013.

## Liste des pistes
| 1.    | 7 and 7 Is (en)                                                                                          | Arthur Lee | Love                                                                                         | 2:28 |
| 2.    | Rockin' Pneumonia and the Boogie Woogie Flu                                                              | Huey "Piano" Smith | Huey "Piano" Smith                                                                           | 3:15 |
| 3.    | Oh Well                                                                                                  | Peter Green | Fleetwood Mac                                                                                | 4:21 |
| 4.    | Jenny Take a Ride!                                                                                       | Bob Crewe | Mitch Ryder & The Detroit Wheels (en)                                                        | 4:36 |
| 5.    | Watching the River Flow                                                                                  | Bob Dylan | Bob Dylan                                                                                    | 3:02 |
| 6.    | Let the Good Times Roll                                                                                  | Sam Theard (en), Fleecie Moore | Louis Jordan & the Tympany Five (en)                                                         | 4:22 |
| 7.    | Dixie Chicken                                                                                            | Lowell George, Fred Martin | Little Feat                                                                                  | 4:43 |
| 8.    | Shapes of Things                                                                                         | Jim McCarty, Keith Relf, Paul Samwell-Smith | Yardbirds / Jeff Beck Group                                                                  | 3:40 |
| 9.    | The Battle of New Orleans                                                                                | Jimmy Driftwood (en) | Johnny Horton                                                                                | 2:51 |
| 10.   | Lucifer (en)                                                                                             | Bob Seger | The Bob Seger System                                                                         | 3:45 |
| 11.   | White Room                                                                                               | Jack Bruce, Pete Brown | Cream                                                                                        | 4:53 |
| 12.   | Caught in the Act (Going Down / Green Onions / Hot 'Lanta (en) / Dazed and Confused / Gimme Some Lovin') | Don Nix (en) / Booker T. Jones, Steve Cropper, Lewie Steinberg, Al Jackson Jr. / Duane Allman, Gregg Allman, Dickey Betts, Butch Trucks, Berry Oakley, Jai Johanny Johanson (en) / Jake Holmes / Steve Winwood, Spencer Davis, Muff Winwood | Moloch / Booker T. and the M.G.'s / Allman Brothers Band / Jake Holmes / Spencer Davis Group | 7:49 |
| 57:20 | | |                                                                                              |      |

## Membres

### Deep Purple
- Ian Gillan : chant, percussions
- Steve Morse : guitares, chant sur The Battle Of New Orleans
- Roger Glover : basse, claviers, percussions, chœurs, chant sur The Battle Of New Orleans
- Don Airey : claviers
- Ian Paice : batterie, percussions

### Musiciens additionnels
- Bob Ezrin : chœurs, chant sur The Battle Of New Orleans
- Leo Green (en) : saxophone ténor, arrangement des cuivres
- Matt Holland : trompette
- Nicole Thalia : chœurs
- Marsha B. Morrison : chœurs
- Gina Forsyth : fiddle
- Bruce Daigrepont : accordéon

## Classements
| Classement (2021)                    | Meilleure position |
| ------------------------------------ | ------------------ |
| Royaume-Uni (UK Official Charts)     | 28                 |
| Royaume-Uni (UK Independent Albums)  | 1                  |
| Royaume-Uni (UK Rock & Metal Albums) | 1                  |
| Allemagne                            | 5                  |
| Autriche                             | 5                  |
| France                               | 62                 |
| Belgique (Ultratop Album VL)         | 29                 |
| Belgique (Ultratop Album W)          | 22                 |
| Écosse                               | 12                 |
| Pologne                              | 9                  |
| République tchèque                   | 8                  |
| Hongrie                              | 24                 |
| Suède                                | 14                 |
| Finlande                             | 6                  |
| Norvège                              | 21                 |
| Italie                               | 24                 |
| Espagne                              | 50                 |
| Suisse                               | 4                  |
| Pays-Bas (Top 100 Albums)            | 25                 |

| Classement annuel (2021)       | Position |
| ------------------------------ | -------- |
| Allemagne (Offizielle Top 100) | 92       |
| Suisse (Schweizer Hitparade)   | 95       |